# 12 cm Granatwerfer 42
A 12 cm Granatwerfer 42 (rövidítve 12 cm Gr.W. 42 vagy 12 cm GrW 42, magyarul 12 cm-es gránátvető 42) egy aknavető volt, melyet a Harmadik Birodalom használt a második világháború alatt.
A tervezésnél 1941-ben, a 12 cm-es GrW 42-nél megpróbáltak egy olyan fegyvert létrehozni a német gyalogos egységek számára, amely olyan közvetlen támogató fegyver, aminek nagyobb teljesítménye van mint azoknak az aknavetőknek, amik rendszeresítve voltak ebben az időben. A fegyver egy orosz aknavető másolata volt, amelyet a szovjetek a keleti fronton használtak. A szovjet verzió neve, melyet lemásoltak a németek, a PM 38 120 mm-es aknavető, amit a német katonák zsákmányoltak, majd alkalmaztak. Ezen szovjet fegyverek megnevezése: 12 cm Granatwerfer 378 (r).
A GrW 42 egy alapvetően átlagos három részből álló konstrukció volt: egy kerek talplemez, a cső maga és a villaállvány, hasonlóan a szovjet fegyverekhez. A nagyobb tömeg miatt (280 kg) egy két kerekű tengely alapfelszerelésnek számított, ami lehetővé tette az aknavető harctérre történő vontatását. Ezután a tengelyt gyorsan el lehetett távolítani a tüzelés megkezdése előtt.
A maximális lőtávolsága a GrW 42-nek a 15,6 kg-os lövedékkel hozzávetőleg 6050 m volt 45 és 85°-os emelkedési szög mellett. A maximális oldalirányzás 16° volt.

## Fordítás
Ez a szócikk részben vagy egészben  a   Granatwerfer 42 című angol Wikipédia-szócikk ezen változatának fordításán alapul.  Az eredeti cikk szerkesztőit annak laptörténete sorolja fel. Ez a jelzés csupán a megfogalmazás eredetét és a szerzői jogokat jelzi, nem szolgál a cikkben szereplő információk forrásmegjelöléseként.